# Microbathyphantes
Microbathyphantes este un gen de păianjeni din familia Linyphiidae.
Cladograma conform Catalogue of Life:
| Microbathyphantes | \| \| Microbathyphantes aokii \| \| \| \| \| \| Microbathyphantes palmarius \| \| \| \| \| \| Microbathyphantes spedani \| \| \| \| |
|                   | \| \| Microbathyphantes aokii \| \| \| \| \| \| Microbathyphantes palmarius \| \| \| \| \| \| Microbathyphantes spedani \| \| \| \| |
|                   | Microbathyphantes aokii |
|                   | |
|                   | Microbathyphantes palmarius |
|                   | |
|                   | Microbathyphantes spedani |
|                   | |